# Rattus jobiensis
Rattus jobiensis är en däggdjursart som beskrevs av Hans Rümmler 1935. Rattus jobiensis ingår i släktet råttor, och familjen råttdjur. IUCN kategoriserar arten globalt som nära hotad. Inga underarter finns listade i Catalogue of Life.
Kroppslängden är drygt 20 cm, och vikten knappt 400 g (380 g som genomsnitt).
Denna råtta förekommer på fyra mindre öar, Yapen, Biak, Supiori och Owi, som alla tillhör ögruppen Schoutenöarna vilken ligger norr om Papua Nya Guinea men tillhör Indonesien. Råttan vistas i regioner som ligger upp till 600 meter över havet. Habitatet utgörs av tropiska skogar, skogsbryn och trädgårdar.